# Corporación Televicentro
La Corporación Televicentro, conocida como TVC, es una empresa hondureña multimedios especializada en televisión, prensa y radio. La corporación también es propietaria del Grupo Emisoras Unidas y del Club Deportivo Olimpia.

## Historia
Televicentro fue fundada en 1987 con la intención de unificar en una sola administración los canales 5, 3/7 y 7/4. Con dicha unificación, se procedió a ampliar la cobertura de esos canales construyendo repetidoras en distintos puntos del país. La compañía televisora tiene derechos en transmitir la Teletón, los partidos de la Selección nacional de Honduras, los eventos de la Liga Nacional de Honduras y los partidos de la Copa mundial de fútbol de la FIFA, en vivo, Liga de Campeones de la UEFA, Copa Oro, Eurocopa, además de otros eventos especiales como premios y galardones.

## Canales
Televicentro maneja 5 canales de televisión y un servicio de streaming en Internet.
| Logo | Nombre                                           | Programación | Fundación                | Canales                                        | Nombre anterior                                                                 |
| ---- | ------------------------------------------------ | --- | ------------------------ | ---------------------------------------------- | ------------------------------------------------------------------------------- |
|      | Canal 5 El Líder                                 | Cadena principal de programación generalista. Emite principalmente telenovelas, programas de entretenimiento tanto de producción nacional como extranjera, programas de concursos y noticieros. Los fines de semana transmite series, comedias, películas y eventos especiales. | 15 de septiembre de 1959 | Canal 5 (Tegucigalpa) Canal 9 (Zona Norte)     |                                                                                 |
|      | TSi El orgullo de estar informado                | Cadena de noticias. Conocido también como TSI. | 27 de diciembre de 1967  | Canal 3 (Tegucigalpa) Canal 7 (San Pedro Sula) | Telesistema Hondureño (1967-2016)                                               |
|      | Telecadena 7 y 4 Va con toda la familia          | Cadena de programación generalista. Emite programación familiar en las tardes. | 29 de julio de 1985      | Canal 7 (Tegucigalpa) Canal 4 (Zona Norte)     |                                                                                 |
|      | Mega                                             | Cadena de programación generalista. Emite repeticiones de las producciones originales de Canal 5 y TSi. | 20 de julio de 2007      | Canal 24 (Zona Central) Canal 36 (Zona Norte)  | Mega TV (2007-2017) Mega Show Business TV (2017-2018) Mega Clásicos (2018-2022) |
|      | Canal Deportes TVC El canal que tu pasión merece | Cadena de deportes. Emite programas informativos y de opinión con temática deportiva, así como transmisiones en vivo y diferidas de los partidos de la Liga 5 Estrellas. Solo está disponible en televisión por cable.                                                          | 1 de noviembre de 2023   | Varios                                         |                                                                                 |

## Medios
Además de los canales Televicentro tiene otros medios entre los que se encuentran:
| Logo | Nombre    | Fundación              | Tipo    |
| ---- | --------- | ---------------------- | ------- |
|      | tunota    | 8 de noviembre de 2019 | Prensa  |
|      | HRN Radio | 1 de noviembre de 1933 | Emisora |